# オェングス

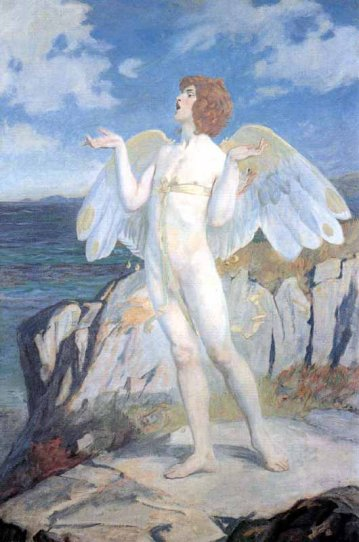
オェングス

オェングス（Aengus、Aengus、Oengus、Aonghus）は、ケルト神話の愛と若さ、美を司る神である。オィンガス、アンガス・オグ、エーンガスとも呼ばれる。トゥアハ・デ・ダナーン（ダーナ神族）のひとり。
父はダグザ、母はボアーン。養父はミディール。養子はディルムッド・オディナ。

## 概要

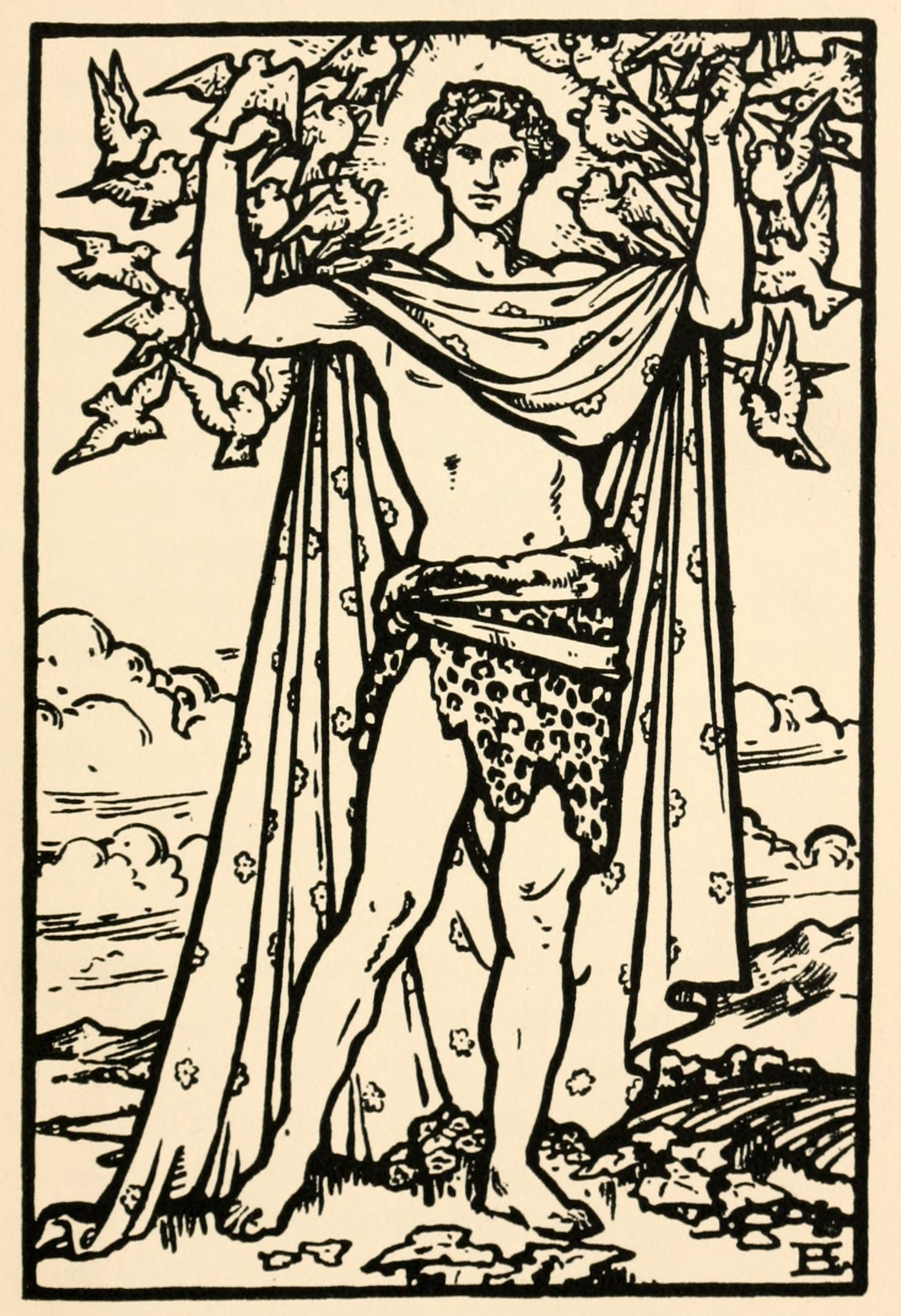

彼は黄金でできた竪琴を持っている。また彼の口づけが小鳥になり、小鳥のさえずる声が若者の心に恋心になって飛び込んでいくという。
オェングスはミディールに育てられた。やがて成人したオェングスはダグザの王宮を訪ね、「昼と夜に居させてほしい」と言った。何日もオェングスが居続けるのでダグザがわけをきくと、オェングスは「昼と夜とは永遠のことだ。あなたは永遠に居てもいいと言った」と答えた。こうしてオェングスはダグザの王宮を得て、妖精国の王になった。
ある晩、オェングスの寝床に美しい女性が現れた。オェングスが寝床に入れようとすると彼女は消えてしまった。次の晩から女性は、毎晩現れては笛で美しい音色を奏でた後消えた。彼女に恋い焦がれたオェングスは病気になった。誰にも理由を話さないオェングスを見て、医術の神フィンゲンが原因を恋の病だと見抜いた。父母が心配し、手をつくしてその女性を捜し始めた。マンスターの王ボォヴにも探してもらい、ようやく女性を見つけた。それは、コノートのウェヴァンという妖精の丘に住むエタル・アヌバァルの娘、カーであった。ところが彼女は非常に魔力が強いため、父のエタルにもカーをオェングスに嫁がせることはできないのだった。しかしエタルは、カーが1年ごとに白鳥と人間の姿を交互にとること、次の11月1日の「サウィン」には白鳥の姿になって仲間たちと湖を泳いでいるはずだと話した。
オェングスは11月1日に湖へ行き、150羽いる白鳥の中にいたカーの白鳥を呼んだ。そして飛んできたカーを抱きしめて自分も白鳥になった。2羽の白鳥は仲良くオェングスの王宮へ飛んでいって、以後カーはオェングスと一緒に暮らしたという。
オェングスは、ミディールが新しく迎えた妻エーディンが本妻のファームナッハに嫉妬されて蝶に変身させられ、自分の王宮に逃れてきたときに、彼女のために美しい四阿を作って、甘い蜜をもつ花をたくさん咲かせた。ファームナッハの魔法はオェングスにも解けなかったものの、エーディンは夜の間だけは人間の姿に戻れた。2人は、ファームナッハが嵐を起こして蝶を飛ばしてしまうまで、四阿でつかの間の恋を楽しんだという。